# Боян Малишич
Боян Малишич (серб. Bojan Mališić / Боjан Малишић, 14 січня 1985, Крагуєваць) — сербський футболіст, захисник..

## Біографія
У 2002 році Малишич розпочав свою кар'єру в місцевому клубі «Раднички», де зіграв у 112 матчах.
2007 року він перейшов в столичний «Рад», в якому провів три сезони, після чого переїхав переїхав до «Явора».
У січні 2011 року підписав контракт з узбецьким «Насафом». У складі цього клубу Боян став переможцем кубка АФК, срібним призером чемпіонату та фіналістом кубку країни.
4 липня 2012 року Малишич підписав трирічний контракт з ужгородською «Говерлою». В новій команді відразу став основним захисником. У складі «Говерли» Малишич грав півтора сезони, провів двадцять п'ять матчів та одного разу відзначився у воротах суперника.
На початку 2014 року переїхав до Гонконгу і підписав контракт з місцевим клубом — «Саут Чайна», де провів три роки. Згодом продовжив виступи у Азії і грав за філіппінський «Давао Агілас», а також індонезійські «Персіб Бандунг» та «Бадак Лампунг».
Завершував кар'єру на батьківщині у нижчоліговому клубі «Синджелич» (Белград), де грав у 2021 році.

## Досягнення
- Переможець кубка АФК: 2011
- Віце-чемпіон Узбекистану: 2011
- Фіналіст Кубка Узбекистану: 2011
- Володар Суперкубка Гонконгу: 2014, 2015
- Найкращі футболісти Гонконгу: Найулюбленіший футболіст сезону: 2014/15[4]